# Cyclosternum janthinum
Cyclosternum janthinum är en spindelart som först beskrevs av Simon 1889.  Cyclosternum janthinum ingår i släktet Cyclosternum och familjen fågelspindlar.
Artens utbredningsområde är Ecuador. Inga underarter finns listade i Catalogue of Life.